# Svetovno prvenstvo športnih dirkalnikov sezona 1983
Svetovno prvenstvo športnih dirkalnikov sezona 1983 je bila enaintrideseta sezona Svetovnega prvenstva športnih dirkalnikov, ki je potekalo med 10. aprilom in 10. decembeom 1983. Naslov konstruktorskega prvaka sta osvojila Porsche (C in B) in Alba-Giannini (C Jnr), dirkaškega pa Jacky Ickx.

## Spored dirk
| Št | Ime                  | Dirkališče                   | Datum               |
| -- | -------------------- | ---------------------------- | ------------------- |
| 1  | 1000 km Monze        | Autodromo Nazionale Monza    | 10. april           |
| 2  | 1000 km Silverstona  | Silverstone Circuit          | 5. maj              |
| 3  | 1000 km Nürburgringa | Nürburgring                  | 29. maj             |
| 4  | 24 ur Le Mansa       | Circuit de la Sarthe         | 18. junij 19. junij |
| 5  | 1000 km Spaja        | Circuit de Spa-Francorchamps | 4. september        |
| 6  | 1000 km Fujija       | Fuji Speedway                | 2. oktober          |
| 7  | 1000 km Kyalamija    | Kyalami                      | 10. december        |

## Rezultati

### Po dirkah
| Št | Dirkališče        | Zmag. moštvo C                          | Zmag. moštvo C Jnr                            | Zmag. moštvo B                           | Poročilo |
| Št | Dirkališče        | Zmag. dirkača(-i) C                     | Zmag. dirkača(-i) C Jnr                       | Zmag. dirkača(-i) B                      | Poročilo |
| -- | ----------------- | --------------------------------------- | --------------------------------------------- | ---------------------------------------- | -------- |
| 1  | Monza             | Joest Racing                            | -                                             | Racing Team Jürgensen                    | Poročilo |
| 1  | Monza             | Bob Wollek Thierry Boutsen              |                                               | Heinz-Christian Jürgensen Edgar Dören    | Poročilo |
| 2  | Silverstone       | Rothmans Porsche                        | Jolly Club                                    | Jens Winther                             | Poročilo |
| 2  | Silverstone       | Derek Bell Stefan Bellof                | Carlo Facetti Martino Finotto                 | Jens Winther David Mercer Wolfgang Braun | Poročilo |
| 3  | Nürburgring       | Porsche Racing Intl.                    | Jolly Club                                    | Edgar Dören                              | Poročilo |
| 3  | Nürburgring       | Jacky Ickx Jochen Mass                  | Carlo Facetti Martino Finotto                 | Edgar Dören Helmut Gall Jürgen Hamelmann | Poročilo |
| 4  | La Sarthe         | Rothmans Porsche                        | Mazdaspeed                                    | Charles Ivey Racing                      | Poročilo |
| 4  | La Sarthe         | Al Holbert Hurley Haywood Vern Schuppan | Yoshimi Katayama Yojiro Terada Takashi Yorino | John Cooper Paul Smith David Ovey        | Poročilo |
| 5  | Spa-Francorchamps | Rothmans Porsche                        | Manns Racing                                  | Jens Winther                             | Poročilo |
| 5  | Spa-Francorchamps | Jacky Ickx Jochen Mass                  | Roy Baker David Palmer                        | Jens Winther David Mercer Frank Jelinski | Poročilo |
| 6  | Fuji              | Rothmans Porsche                        | Misaki Speed                                  | -                                        | Poročilo |
| 6  | Fuji              | Derek Bell Stefan Bellof                | Kiyoshi Misaki Masakazu Nakamura              |                                          | Poročilo |
| 7  | Kyalami           | Rothmans Porsche                        | Jolly Club                                    | Jens Winther                             | Poročilo |
| 7  | Kyalami           | Derek Bell Stefan Bellof                | Carlo Facetti Martino Finotto Massimo Faraci  | Jens Winther Lars Viggo-Jensen           | Poročilo |

### Konstruktorsko prvenstvo
Točkovanje po sistemu 20-15-12-10-8-6-4-3-2-1, točke dobi le najbolje uvrščeni dirkalnik posameznega konstruktorja.

#### Razred C
| Poz | Šasija  | Motor        | 1. | 2. | 3. | 4. | 5. | 6. | 7. | Skupaj |
| --- | ------- | ------------ | -- | -- | -- | -- | -- | -- | -- | ------ |
| 1   | Porsche | Porsche      | 20 | 20 | 20 | 20 | 20 | 20 | 20 | 100    |
| 2   | Lancia  | Ferrari      | 3  |    | 8  |    | 6  |    | 15 | 32     |
| 3=  | Nimrod  | Aston Martin |    | 4  |    |    |    |    |    | 4      |
| 3=  | March   | Nissan       |    |    |    |    |    | 4  |    | 4      |
| 5   | Sauber  | BMW          |    |    |    | 2  |    | 1  |    | 3      |
| 6   | Dome    | Toyota       |    |    |    |    |    | 2  |    | 2      |
| 7   | URD     | BMW          |    |    |    |    | 1  |    |    | 1      |

#### Razred C Junior
| Poz | Šasija  | Motor    | 1. | 2. | 3. | 4. | 5. | 6. | 7. | Skupaj |
| --- | ------- | -------- | -- | -- | -- | -- | -- | -- | -- | ------ |
| 1   | Alba    | Giannini |    | 20 | 20 |    |    | 15 | 20 | 75     |
| 2=  | Mazda   | Mazda    |    |    |    | 20 |    |    |    | 20     |
| 2=  | March   | Toyota   |    |    |    |    |    | 20 |    | 20     |
| 2=  | Harrier | Mazda    |    |    |    |    | 20 |    |    | 20     |

#### Razred B
| Poz | Šasija  | Motor   | 1. | 2. | 3. | 4. | 5. | 6. | 7. | Skupaj |
| --- | ------- | ------- | -- | -- | -- | -- | -- | -- | -- | ------ |
| 1   | Porsche | Porsche | 12 | 12 | 20 | 20 | 15 |    | 15 | 82     |
| 2   | BMW     | BMW     | 20 | 20 |    |    | 20 |    | 20 | 80     |
| 3   | Ford    | Ford    |    |    | 12 |    |    |    |    | 12     |

### Dirkaško prvenstvo
| Poz | Dirkač           | Konsturktor     | Moštvo                                              | 1  | 2  | 3  | 4  | 5  | 6  | 7  | Skupaj |
| --- | ---------------- | --------------- | --------------------------------------------------- | -- | -- | -- | -- | -- | -- | -- | ------ |
| 1   | Jacky Ickx       | Porsche         | Rothmans Porsche                                    | 15 |    | 20 | 15 | 20 | 15 | 12 | 97     |
| 2   | Derek Bell       | Porsche         | Rothmans Porsche                                    | 4  | 20 |    | 15 | 15 | 20 | 20 | 94     |
| 3   | Jochen Mass      | Porsche         | Rothmans Porsche                                    | 15 |    | 20 |    | 20 | 15 | 12 | 82     |
| 4   | Stefan Bellof    | Porsche         | Rothmans Porsche                                    |    | 20 |    |    | 15 | 20 | 20 | 75     |
| 5   | Bob Wollek       | Porsche         | Joest Racing                                        | 20 | 15 | 15 | 6  |    | 8  | 10 | 64     |
| 6   | Thierry Boutsen  | Porsche Rondeau | Joest Racing Richard Lloyd Racing Matsuda Conection | 20 | 12 |    |    | 2  | 10 |    | 44     |
| 7   | Jan Lammers      | Porsche         | Richard Lloyd Racing                                | 6  | 12 | 12 | 3  | 2  |    | 8  | 43     |
| 8   | Axel Plankenhorn | Porsche         | Obermaier Racing                                    | 10 | 10 | 10 | 4  | 8  |    |    | 42     |
| 9   | Vern Schuppan    | Porsche         | Porsche Kremer Racing                               |    | 8  |    | 20 |    | 12 |    | 40     |
| 10  | Stefan Johansson | Porsche         | Joest Racing                                        |    | 15 | 15 | 6  |    |    |    | 36     |